# Бакич, Душан
Ду́шан Ба́кич (черног. Dušan Bakić; род. 23 февраля 1999, Подгорица) — черногорский футболист, нападающий московского «Торпедо».

## Клубная карьера

### «Будучност»
Воспитанник подгорицкой футбольной академии клуба «Будучност», первым тренером был Васко Дулович. В возрасте 17 лет подписал свой первый профессиональный контракт с этой командой.  
В начале 2018 года стал подтягиваться к матчам с основной командой черногорского клуба. Дебютировал за клуб 28 февраля 2018 года в матче против клуба «Титоград», выйдя на замену на 58 минуте. 31 марта 2018 года забил дебютный гол за клуб в матче против клуба «Ком». По итогу своего дебютного сезона вместе с клубом стал серебряным призёром чемпионата. Сам же футболист на протяжении сезона был одним из основных игроков, отличившись своим единственным забитым голом. 
В июле 2018 года вместе с клубом отправился на квалификационные матчи Лиги Европы УЕФА. Первый матч в рамках еврокубкового турнира сыграл 12 июля 2018 года против словацкого клуба «Тренчин». В ответной встрече 19 июля 2018 года матч закончился ничейным счётом, однако словацкий «Тренчин» вышел в следующий квалификационный раунд. Первый матч в чемпионате сыграл 12 августа 2018 года против клуба «Морнар», выйдя на замену на 72 минуте. Первым забитым голом в сезоне отличился 1 декабря 2018 года в матче против клуба «Рудар». По итогу сезона стал обладателем Кубка Черногории и серебряным призёром чемпионата.
Новый сезон начал с квалификационных матчей Лиги Европы УЕФА. Первый матч сыграл 11 июля 2019 года против эстонского клуба «Нарва-Транс». В ответном матче 18 июля 2019 года против эстонского клуба отличился забитым голом и вместе с клубом вышел в следующий квалификационный раунд. Во втором квалификационном раунде вместе с клубом по сумме матчей уступил украинской «Заре» и завершил свою еврокубковую компанию. Первый матч в чемпионате сыграл 14 августа 2019 года против клуба «Ком», выйдя на поле в стартовом составе. Большую часть первой половины сезона провёл на скамейке запасных.

### «Энергетик-БГУ»
В феврале 2020 года перешёл в белорусский клуб «Энергетик-БГУ». Дебютировал за клуб 19 марта 2020 года в матче против борисовского БАТЭ, выйдя на замену на 73 минуте и отличившись своим дебютным забитым голом. Смог быстро закрепиться в основной команде клуба. В матче 22 августа 2020 года против «Смолевичей» отличился забитым дублем. В следующем матче 28 августа 2020 года в рамках Кубка Беларуси против «Орши» отличился забитым хет-триком. Очередным забитым дублем отличился 22 ноября 2020 года в матче против минского «Динамо». Всего за сезон успел отличился 11 забитыми голами и 5 результативными передачами во всех турнирах. По окончании срока действия контракта покинул столичный клуб.

### «Динамо» Минск

#### Аренда в «Легион»
В январе 2021 года перешёл в минское «Динамо». Начинал сезон в дублирующем составе клуба. Дебютировал за клуб 23 июня 2021 года в матче Кубка Беларуси против «Лиды», выйдя на поле в стартовом составе. В июле 2021 года на правах арендного соглашения присоединился к эстонскому клубу «Легион». Дебютировал за клуб 6 августа 2021 года в матче против клуба «Варпус», выйдя на замену в начале второго тайма. Дебютный гол за клуб забил 17 августа 2021 года в матче Кубка Эстонии против клуба «Ляэнемаа». Свой первый гол в чемпионате забил 10 сентября 2021 года в матче против клуба «Таммека». По итогу сезона вместе с клубом завершил чемпионат на итоговом пятом месте. Сам же отличился 4 забитыми голами и 4 результативными передачами ов всех турнирах. По окончании срока арендного соглашения покинул эстонский клуб.

#### Сезон 2022
В январе 2022 года вернулся из аренды назад в минское «Динамо». В матчах Кубка Беларуси против «Гомеля» являлся игроком стартового состава, где в ответном матче отличился забитым голом, однако по сумме двух матчей динамовцы выбыли с турнира. В чемпионате дебютировал 18 марта 2022 года в матче против «Минска». В матче 9 апреля 2022 года против мозырьской «Славии» забил свой первый гол в Высшей лиге и отдал результативную передачу, благодаря которым динамовцы смогли одержать победу. В ответом матче 14 июля 2022 года против «Дечича» в рамках квалификации лиги конференций УЕФА забил победный гол и помог клубу выйти во второй квалификационный раунд. Для игрока это стал 100 матч в профессиональной карьере. По версии минского клуба стал лучшим игроком августа 2022 года. В матче 19 октября 2022 года против «Слуцка» записал на свой счёт дубль. Сыграл свой 50 матч в Высшей лиге 6 ноября 2022 года против гродненского «Немана». По итогу сезона стал вторым бомбардиром клуба с 10 голами во всех турнирах.

#### Сезон 2023
В январе 2023 года продолжил тренироваться с минским клубом. Первый матч сыграл 18 марта 2023 года в матче против «Ислочи», выйдя на замену на 64 минуте. Первый гол за клуб в сезоне забил 13 мая 2023 года в матче против «Гомеля». В матче 1 июля 2023 года против бобруйской «Белшины» отличился забитым голом и оформил хет-трик из результативных передач. В июле 2023 года вместе с клубом отправился на квалификационные матчи Лиги конференций УЕФА. Первый матч в рамках еврокубкового турнира сыграл 13 июля 2023 года против боснийского клуба «Железничар». В ответной встрече 20 июля 2023 года боснийский «Железничар» оказался сильнее и по сумме матчей прошёл во второй квалификационный раунд. В матче 28 июля 2023 года в рамках Кубка Беларуси против «Осиповичей» отличился забитым покером. Стал третьим игроком минского клуба, кому удавалось забить 4 гола. По итогу сезона стал победителем чемпионата, а также лучшим ассистентом с 9 результативными передачами, поделив эту позицию с Валоном Ахмеди. В декабре 2023 года объявил об уходе из клуба.

### «Омония» Никосия

#### Сезон 2023/24
В конце декабря 2023 года, по информации источников, агент футболиста проводил переговоры с турецким клубом «Фенербахче». В январе 2024 года турецкие СМИ сообщали о том, что в его услугах заинтересован клуб «Коджаэлиспор» из Первой лиги. Вскоре также появилась информация, что турецкий «Коджаэлиспор» достиг соглашения с футболистом, хотя был близок к переходу в никосийскую «Омонию» из кипрского чемпионата. В конце января 2024 года официально стал игроком кипрской «Омонии», подписав контракт до июля 2026 года. Дебютировал за клуб 27 января 2024 года в матче против клуба «Пафос», выйдя на замену на 82 минуте. Первым результативным действием за клуб отличился 14 апреля 2024 года в матче против клуба «Анортосис», отдав голевую передачу. По итогу сезона вместе с клубом стал бронзовым призёром чемпионата. Также вместе с клубом стал серебряным призёром Кубка Кипра, где в финале 18 мая 2024 года уступили клубу «Пафос».

#### Аренда в «Кармиотиссу»
Новый сезон начинал вместе с «Омонией», с которой отправился на квалификационные матчи Лиги конференций УЕФА, однако на поле так и не вышел. В сентябре 2024 года на правах арендного соглашения присоединился к кипрскому клубу «Кармиотисса». Дебютировал за клуб 28 сентября 2024 года в матче против «Омонии Арадипу», выйдя на замену на 61 минуте. Дебютными забитыми голами за клуб отличился 23 октября 2024 года в матче Кубка Кипра против клуба «Айя Напа», оформив дубль. Своим первым забитым голом в рамках чемпионата отличился 21 декабря 2024 года в матче против клуба «Эносис». В январе 2025 года покинул клуб и вскоре получил статус свободного агента. Всего за первую половину сезона успел отличиться 3 забитыми голами во всех турнирах.

### «Динамо» Минск
В марте 2025 года на правах свободного агента стал игроком минского «Динамо». Первый матч за белорусский клуб сыграл 16 марта 2025 года против «Сморгони», выйдя на поле в стартовом составе. Первым в сезоне забитым голом за клуб отличился 25 мая 2025 года в матче против «Гомеля». В июле 2025 года вместе с клубом отправился на квалификационные матчи Лиги чемпионов УЕФА, где по сумме встреч уступили болгарскому «Лудогорцу». Затем отправились во второй квалификационный раунд Лиги конференций УЕФА, где по сумме матчей уступили албанской «Эгнатии». В начале августа 2025 года появилась информация, что футболист близок к уходу из минского клуба, а также, что тот может присоединиться к московскому «Торпедо». Официально 6 августа 2025 года покинул минское «Динамо», расторгнув контракт по соглашению сторон. За сезон отличился забитым голом и голевой передачей.

### «Торпедо» Москва
В начале августа 2025 года, после получения статуса свободного агента, сообщалось, что игрок находился в распоряжении московского «Торпедо», с которым будет подписано двухлетнее соглашение. Официально 9 августа 2025 года присоединился к московскому клубу.

## Карьера в сборной
В июне 2018 года был вызван в юношескую сборную Черногории до 19 лет для участия в товарищеских матчах против Финляндии. В ноябре 2018 года получил вызов в молодёжную сборную Черногории. Вместе со сборной принимал участия в квалификации на молодёжный чемпионат Европы в 2019 и в 2020 годах. 
В ноябре 2022 года получил вызов в национальную сборную Черногории. Дебютировал за сборную 17 ноября 2022 года в товарищеском матче против Словакии на 58 минуте заменив Марко Вешовича.

## Статистика выступлений

### Клубная
| Выступление      | Выступление      | Выступление      | Лига | Лига | Кубки | Кубки | Еврокубки | Еврокубки | Итого | Итого |
| Клуб             | Лига             | Сезон            | Игры | Голы | Игры  | Голы  | Игры      | Голы      | Игры  | Голы  |
| ---------------- | ---------------- | ---------------- | ---- | ---- | ----- | ----- | --------- | --------- | ----- | ----- |
| Будучност        | Первая лига      | 2017/18          | 14   | 1    | 2     | 0     | 0         | 0         | 16    | 1     |
| Будучност        | Первая лига      | 2018/19          | 16   | 1    | 3     | 0     | 2         | 0         | 21    | 1     |
| Будучност        | Первая лига      | 2019/20          | 5    | 0    | 1     | 0     | 3         | 1         | 9     | 1     |
| Будучност        | Итого            | Итого            | 35   | 2    | 6     | 0     | 5         | 1         | 46    | 3     |
| Энергетик-БГУ    | Высшая лига      | 2020             | 24   | 8    | 2     | 3     | —         | —         | 26    | 11    |
| Энергетик-БГУ    | Итого            | Итого            | 24   | 8    | 2     | 3     | —         | —         | 26    | 11    |
| Динамо (Минск)   | Высшая лига      | 2021             | 0    | 0    | 1     | 0     | —         | —         | 1     | 0     |
| Динамо (Минск)   | Высшая лига      | 2022             | 26   | 8    | 3     | 1     | 4         | 1         | 33    | 10    |
| Динамо (Минск)   | Высшая лига      | 2023             | 26   | 9    | 2     | 5     | 2         | 0         | 30    | 14    |
| Динамо (Минск)   | Итого            | Итого            | 52   | 17   | 6     | 6     | 6         | 1         | 64    | 24    |
| → Легион         | Премиум-Лига     | 2021             | 13   | 3    | 1     | 1     | —         | —         | 14    | 4     |
| → Легион         | Итого            | Итого            | 13   | 3    | 1     | 1     | —         | —         | 14    | 4     |
| Омония (Никосия) | Дивизион А       | 2023/24          | 11   | 0    | 4     | 0     | 0         | 0         | 15    | 0     |
| Омония (Никосия) | Итого            | Итого            | 11   | 0    | 4     | 0     | 0         | 0         | 15    | 0     |
| → Кармиотисса    | Дивизион А       | 2024/25          | 7    | 1    | 1     | 2     | —         | —         | 8     | 3     |
| → Кармиотисса    | Итого            | Итого            | 7    | 1    | 1     | 2     | —         | —         | 8     | 3     |
| Динамо (Минск)   | Высшая лига      | 2025             | 12   | 1    | 0     | 0     | 4         | 0         | 16    | 1     |
| Динамо (Минск)   | Итого            | Итого            | 12   | 1    | 0     | 0     | 4         | 0         | 16    | 1     |
| Торпедо (Москва) | Первая лига      | 2025/26          | 2    | 0    | 0     | 0     | —         | —         | 2     | 0     |
| Торпедо (Москва) | Итого            | Итого            | 2    | 0    | 0     | 0     | —         | —         | 2     | 0     |
| Всего за карьеру | Всего за карьеру | Всего за карьеру | 156  | 32   | 20    | 12    | 15        | 2         | 191   | 46    |

### Матчи за сборную
| Матчи Бакича за сборную Черногории | Матчи Бакича за сборную Черногории | Матчи Бакича за сборную Черногории | Матчи Бакича за сборную Черногории | Матчи Бакича за сборную Черногории | Матчи Бакича за сборную Черногории |
| №                                  | Дата                               | Оппонент                           | Счёт                               | Голы                               | Соревнование                       |
| ---------------------------------- | ---------------------------------- | ---------------------------------- | ---------------------------------- | ---------------------------------- | ---------------------------------- |
| 1                                  | 17 ноября 2022                     | Словакия                           | 2:2                                | —                                  | Товарищеский матч                  |
| 2                                  | 20 ноября 2022                     | Словения                           | 1:0                                | —                                  | Товарищеский матч                  |
| 3                                  | 20 июня 2023                       | Чехия                              | 1:4                                | —                                  | Товарищеский матч                  |
| 4                                  | 12 октября 2023                    | Ливан                              | 3:2                                | —                                  | Товарищеский матч                  |
| 5                                  | 16 ноября 2023                     | Литва                              | 2:0                                | —                                  | Отборочные матчи ЧЕ-2024           |
| 6                                  | 21 марта 2024                      | Беларусь                           | 0:2                                | —                                  | Товарищеский матч                  |
| 7                                  | 25 марта 2024                      | Северная Македония                 | 1:0                                | —                                  | Товарищеский матч                  |
| 8                                  | 5 июня 2024                        | Бельгия                            | 2:0                                | —                                  | Товарищеский матч                  |
| 9                                  | 9 июня 2024                        | Грузия                             | 1:3                                | —                                  | Товарищеский матч                  |

Итого: 9 матчей / 0 голов; 4 победы, 1 ничья, 4 поражения.

## Достижения
«Будучност»
- Серебряный призёр чемпионата Черногории (2): 2017/18[англ.], 2018/19[англ.]
- Обладатель Кубка Черногории: 2018/19[англ.]
- Итого : 1 трофей

«Динамо» (Минск)
- Чемпион Беларуси: 2023
- Итого : 1 трофей

«Омония» (Никосия)
- Бронзовый призёр чемпионата Кипра: 2023/24[англ.]
- Финалист Кубка Кипра: 2023/24[англ.]